# PK/PKM (mitraljez)

PK (rusko Пулемёт Калашникова, latinizirano: Pulemjot Kalašnikova, dob. 'Kalašnikov mitraljez') je 7,62 mm univerzalni mitraljez, razvit v Sovjetski zvezi. V Rusiji in drugih deželah sveta ga izdelujejo še danes.
Prvotni PK mitraljez je bil uveden leta 1961, nato pa je leta 1969 v uporabo prišla izboljšana različica PKM. Ta naj bi zamenjal starejše mitraljeze SGM in RP-46. PKM je še vedno v uporabi v pehotnih enotah v oboroženih silah Rusije. PK je bil namenjen tudi za izvoz in se še danes licenčno proizvaja in uporablja v številnih drugih državah.

## Uporabniki
- Armenija
- Azerbajdžan
- Belorusija
- Bosna in Hercegovina
- Črna gora
- Estonija
- Gruzija
- Hrvaška
- Jugoslavija: Zastava M84
- Kazahstan
- Kirgizistan
- Kosovo
- Latvija
- Litva
- Makedonija
- Moldavija
- Rusija
- Slovenija[navedi vir]
- Sovjetska zveza
- Srbija
- Tadžikistan
- Turkmenistan
- Ukrajina
- Uzbekistan
- Vietnam[1][2]

## Galerija
- PKS
- PKT
- PKM
- PKMS
- Jugoslovanska različica Zastava M84
- Poljska različica UKM-2000